# La Chapelle-d'Abondance
La Chapelle-d'Abondance este o comună în departamentul Haute-Savoie din sud-estul Franței. În 2009 avea o populație de 832 de locuitori.

## Evoluția populației
| An        | 1975 | 1982 | 1990 | 1999 | 2006 | 2009 |
| --------- | ---- | ---- | ---- | ---- | ---- | ---- |
| Populație | 538  | 552  | 727  | 719  | 781  | 832  |